# Adelencyrtus odonaspidis
Adelencyrtus odonaspidis is een vliesvleugelig insect uit de familie Encyrtidae. De wetenschappelijke naam is voor het eerst geldig gepubliceerd in 1913 door Fullaway.